# Новозеландская дивизия
Новозеландская дивизия (англ. New Zealand Division)— воинское подразделение новозеландской армии, сформированное и задействованное в годы Первой мировой войны.

## Создание
Новозеландская дивизия была создана в Египте в январе 1916 года на основе австралийской и новозеландской дивизии после эвакуации последней из Галлиполи. В начале войны новозеландские экспедиционные силы включали в себя одну пехотную бригаду, которая наряду с австралийской 4-й бригадой и формировала собой австралийскую и новозеландскую дивизию. К концу 1915 года новозеландский контингент был увеличен настолько, что стало возможным создание собственной дивизии. 2-я новозеландская бригада создавалась из новобранцев прямо в Египте. Третья пехотная бригада, стрелковая, прибыла полностью укомплектованная из Новой Зеландии. В апреле 1916 года дивизия вошла в состав 1-й корпуса АНЗАК и отбыла во Францию.

## Боевой путь
Пройдя дополнительную подготовку в Армантьере, дивизия приняла участие во всех основных сражениях на Западном фронте. Боевым крещением бригады стало наступление в районе Курселетт 15 сентября 1916 года в ходе битвы на Сомме. В кампании 1917 года участвовала в Мессинской битве и сражении при Пашендейле. Весной 1918 года она была брошена на ликвидацию немецкого прорыва возникшего вследствие операции «Михаэль». Заключительный этап войны дивизия провела в Стодневном наступлении.
По окончании Первой мировой войны, в конце 1918 года, была объявлена демобилизация. К марту 1919 года, на территории Германии, дивизия была расформирована.

## Организация
| 1-я новозеландская бригада - 1-й батальон, веллингтонский пехотный полк - 2-й батальон, веллингтонский пехотный полк - 1-й батальон, кентерберийский пехотный полк - 1-й батальон, оклендский пехотный полк - 2-й батальон, оклендский пехотный полк - 1-й батальон, отагский пехотный полк - 1-я новозеландская пулемётная рота - 1-я сапёрная рота - 1-й полевой санитарный отряд | 2-я новозеландская бригада - 2-й батальон, веллингтонский пехотный полк - 1-й батальон, кентерберийский пехотный полк - 2-й батальон, кентерберийский пехотный полк - 2-й батальон, оклендский пехотный полк - 1-й батальон, отагский пехотный полк - 2-й батальон, отагский пехотный полк - 2-я новозеландская пулемётная рота - 2-я сапёрная рота - 2-й полевой санитарный отряд |
| 3-я новозеландская (стрелковая) бригада - 1-й батальон, новозеландская стрелковая бригада - 2-й батальон, новозеландская стрелковая бригада - 3-й батальон, новозеландская стрелковая бригада - 4-й батальон, новозеландская стрелковая бригада - 3-я новозеландская пулемётная рота - 3-я сапёрная рота - 3-й полевой санитарный отряд                                             | 4-я новозеландская бригада* - 3-й батальон, веллингтонский пехотный полк - 3-й батальон, кентерберийский пехотный полк - 3-й батальон, оклендский пехотный полк - 3-й батальон, отагский пехотный полк - 5-я новозеландская пулемётная рота - 4-я сапёрная рота - 4-й полевой санитарный отряд                                                                                     |
| дивизионная артиллерия - 1-я новозеландская бригада королевской полевой артиллерии - 2-я новозеландская бригада королевской полевой артиллерии - 3-я новозеландская бригада королевской полевой артиллерии - 4-я новозеландская бригада королевской полевой артиллерии | дивизионные части - отагский конный стрелковый полк - 4-я новозеландская пулемётная рота - новозеландский пулемётный батальон - инженерный батальон маори - дивизионная рота связи |

## Командующие
- генерал-майор Эндрю Расселл (1916—1919)

## Интересные факты
- Последний новозеландский ветеран Первой мировой войны Брайт Вильямс воевал в составе этой дивизии.